# Prunus zinggii
Prunus zinggii är en rosväxtart som beskrevs av Paul Carpenter Standley. Prunus zinggii ingår i släktet prunusar, och familjen rosväxter. Inga underarter finns listade i Catalogue of Life.